# Radiació adaptativa
La radiació adaptativa o evolució divergent és un procés que descriu la ràpida especiació d'una o diverses espècies per omplir molts nínxols ecològics. Aquest és un procés de l'evolució que es basa en la mutació i la selecció natural. Els fenotips s'adapten en resposta a l'ambient, amb trets nous que sorgeixen i són útils.
La radiació adaptativa succeeix amb freqüència quan s'introdueix una espècie en un nou ecosistema, o quan hi ha espècies que aconsegueixen sobreviure en un ambient que, fins a un moment determinat, no hi podien accedir. Per exemple, els pinsans de Darwin de les illes Galápagos es van desenvolupar a partir d'una sola espècie de pinsans que van arribar a l'illa. Altres exemples inclouen la introducció per part de l'home de mamífers predadors a Austràlia, el desenvolupament dels primers ocells que sobtadament van tenir la capacitat d'eixamplar el seu territori per l'espai aeri, o el desenvolupament dels dipnous o peixos pulmonats durant el Devonià, fa uns 300 milions d'anys.
La dinàmica de la radiació adaptativa fa possible que, en un curt període, moltes espècies es deriven d'una o de diverses espècies avantpassades. D'aquest gran nombre de combinacions genètiques, només unes quantes poden sobreviure amb el pas del temps. Després del ràpid desenvolupament de noves espècies, moltes o la majoria d'elles desapareixen tan ràpidament com van aparèixer. Les espècies que sobreviuen estan gairebé completament adaptades al nou ambient.
En ciència-ficció, algunes vegades s'han creat escenaris de radiació adaptativa humana que condueixen a una gamma d'espècies que evolucionen a partir de l'home.

## Tipus de radiació adaptativa
Hi ha tres tipus bàsics de radiació adaptativa:
1. Adaptació general. Una espècie que desenvolupa una habilitat radicalment nova pot assolir noves parts del seu ambient. El vol dels ocells és una d'aquestes adaptacions generals.[2]
2. Canvi ambiental. Una espècie que pot sobreviure, a diferència de d'altres, en un ambient radicalment canviat, probablement es ramificarà en noves espècies per cobrir els nínxols ecològics creats pel canvi ecològic. Un exemple de radiació adaptativa com a resultat d'un canvi ambiental va ser la ràpida expansió i desenvolupament dels mamífers després de l'extinció dels dinosaures.
3. Arxipèlags. Ecosistemes aïllats tals com illes i zones muntanyoses, poden ser colonitzats per noves espècies les quals, en establir-se, segueixen un ràpid procés d'evolució divergent. Els pinsans de Darwin són exemples d'una radiació adaptativa que va ocórrer en un arxipèlag.